# Assassinat de Louis Ier d'Orléans

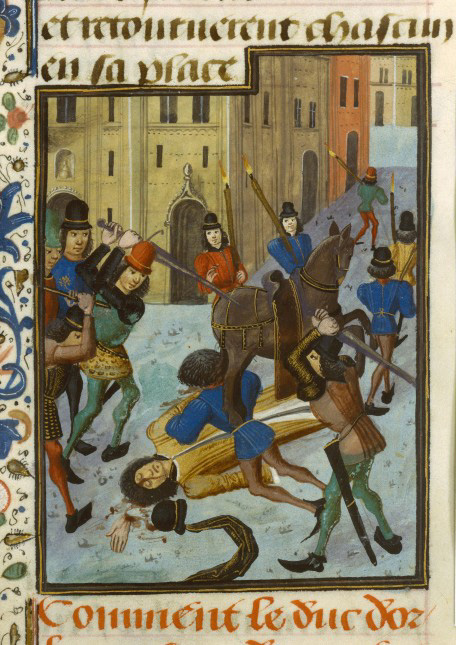
Assassinat du duc Louis d'Orléans.
Enluminure du Maître de la Chronique d'Angleterre ornant l’Abrégé de la Chronique d’Enguerrand de Monstrelet, vers 1470-1480, Paris, BnF, département des manuscrits, ms. Français 2680.

L'assassinat de Louis Ier d'Orléans, frère cadet du roi de France Charles VI, survient le 23 novembre 1407 à Paris. Commis par Raoul d'Anquetonville à l'instigation de Jean Ier de Bourgogne, dit « Jean sans Peur », cousin du duc d'Orléans, cet acte déclenche la guerre civile entre Armagnacs et Bourguignons qui plonge la France dans les tumultes de la guerre civile jusqu'au traité d'Arras du 21 septembre 1435.

## Contexte
La guerre de Cent Ans, qui oppose la France et l'Angleterre, connaît une trêve durable depuis la signature de la Trêve de Leulinghem le 28 avril 1393. Les Anglais, qui ont dû affronter la patiente reconquête du territoire français menée par de valeureux capitaines comme Bertrand du Guesclin sous le règne de Charles V, font face à de graves troubles politiques intérieurs. Mais la France est, elle aussi,  agitée par des dissensions internes. Depuis 1392, le roi de France Charles VI a sombré dans la folie et la France est gouvernée par un conseil de régence, présidé par  son épouse Isabeau de Bavière, mais conduit par les grands du royaume. Le caractère intermittent de la folie du roi, qu'on appelle alors ses « absences », empêche la mise en place d'une régence stable. De fait, à partir de 1401, une profonde haine oppose Philippe le Hardi, oncle du roi et duc de Bourgogne, et son neveu Louis, frère de Charles VI et duc d'Orléans. Le duc Philippe de Bourgogne est favorable à la trêve avec l'Angleterre, qui ménage les intérêts de ses sujets flamands, alors que le duc Louis Ier d'Orléans, digne héritier de la politique de feu son père, le roi Charles V, se fait le champion de la reprise de la lutte contre l'ennemi anglais.
Face aux intrigues de Philippe de Bourgogne, qui cherche en parallèle à réunir ses terres bourguignonnes à celles des Flandres pour former un nouvel État en cas de défaite de la France contre les Anglais, le duc Louis d'Orléans forme peu à peu des alliances au sein de l'Empire pour contrer l'ambitieux Bourguignon. En 1404, Jean sans Peur, qui succède à son père au duché de Bourgogne, jouit d'une image positive selon Christine de Pizan, mais il  a peu d'influence au Conseil du royaume de France. Le duc Louis d'Orléans, en sa qualité de frère cadet du roi, domine le conseil de régence, auquel participe Isabeau de Bavière, épouse du roi Charles VI, défaillant  par intermittences. Il obtient le contrôle du Trésor royal et manœuvre pour empêcher le duc de Bourgogne de réaliser une continuité territoriale entre ses possessions des Flandres et le duché de Bourgogne, en acquérant le duché de Luxembourg, gagé sur les deniers de la couronne. En août 1405, Jean sans Peur fait une démonstration de force en entrant dans Paris à la tête de ses armées, en obligeant la reine Isabeau de Bavière et le duc Louis Ier d'Orléans à s'enfuir à Melun. La guerre civile est évitée de justesse par une réconciliation, le 10 octobre 1405.

## Le complot

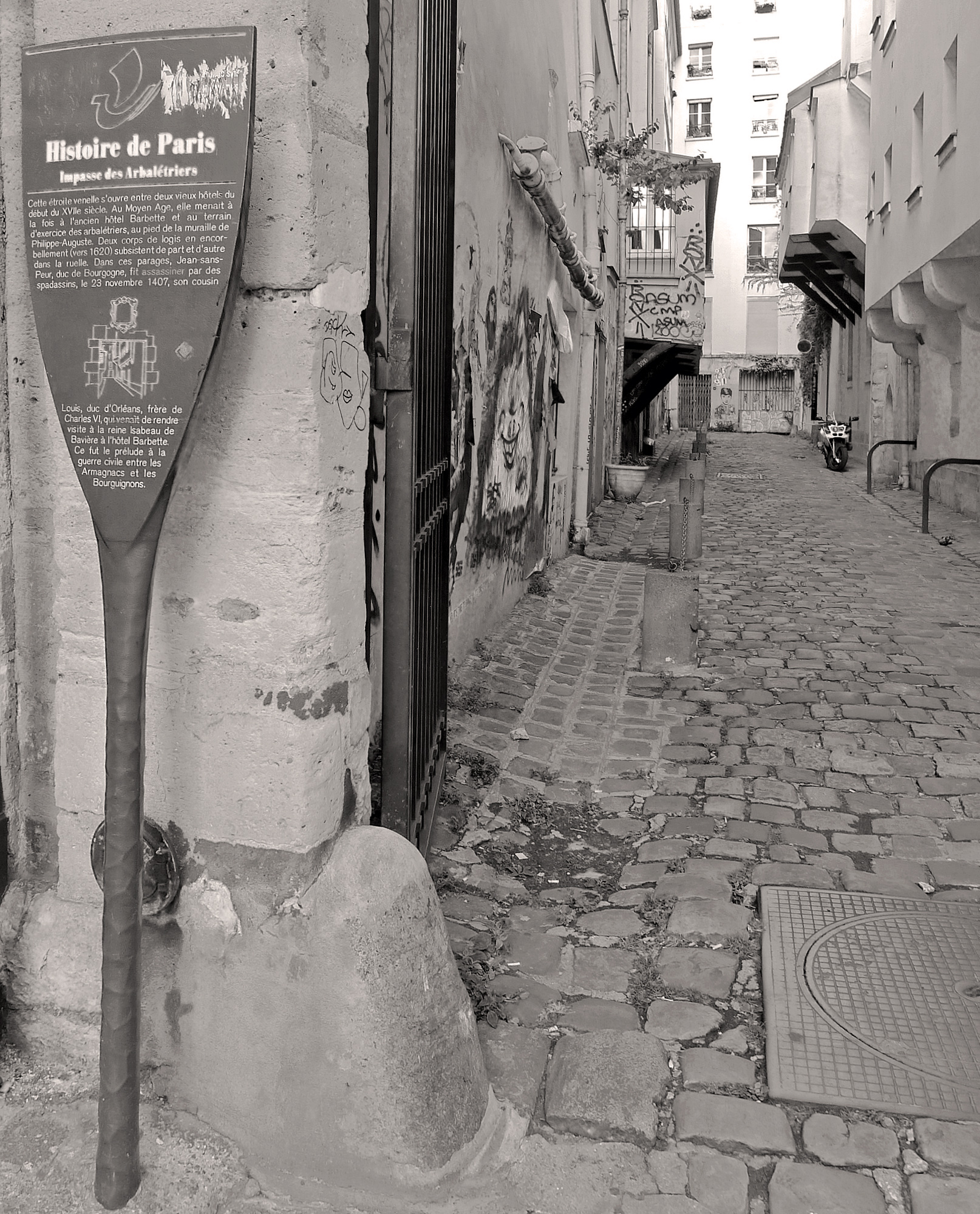
Entrée de l'impasse des Arbalétriers avec une borne historique de la ville de Paris rappelant le meurtre de Louis d'Orléans.

La tension reprend en 1406 et 1407, le duc de Bourgogne tenant d'abord le duc d'Orléans responsable de son échec devant la ville de Calais, qu'il compte reprendre aux Anglais. Ensuite, par l'ordonnance du 28 avril 1407 réformant la composition du conseil du roi qui voit le nombre de Bourguignons diminuer de vingt-six représentants à seulement deux, le duc de Bourgogne, voyant le pouvoir lui échapper, décide de passer à l'acte. Dès la fin de juin 1407, il semble que le duc de Bourgogne projette l'assassinat de son cousin. Il verse le 8 août 1407 à Lille cent écus à Raoul d'Anquetonville, son homme de main désigné, et mille cinq cents écus à Lourdin de Saligny, son homme de confiance, à déposer dans un lieu secret dans Paris. Ce lieu secret est l'hôtel de l'image Notre-Dame, tenu par le couple Fouchier. Le 14 novembre 1407, un courtier de maison nommé Pierre d'Asignac se met d'accord avec l'épouse Fouchier pour louer l'hôtel jusqu'à la Saint Jean-Baptiste suivante, moyennant la somme de seize livres parisis. Ce serait la cache des meurtriers.
Le 23 novembre 1407, le duc d'Orléans va rendre visite à la reine Isabeau, qui a accouché peu de temps avant, à l'Hôtel Barbette, rue Vieille-du-Temple, à Paris. Thomas de Courteheuse, valet du roi et trempant lui-même dans la conspiration, se présente à l'hôtel de la reine Isabeau sur les coups de 20 h et fait savoir au duc d'Orléans que le roi Charles VI le mande de toute urgence. Le duc prend donc congé de la reine et se met en route pour l'hôtel Saint-Pol, où réside le roi. Quand bien même le duc dispose selon Enguerrand de Monstrelet de près de six cents hommes d'armes dans tout Paris, son escorte ne se compose ce soir-là que d'une petite dizaine de piquiers et de valets. Le duc, perché sur son mulet et ne se doutant pas de ce qui l'attend, entreprend de remonter la rue Vieille-du-Temple. Une quinzaine d'individus, tapis dans l'ombre des bâtiments, attendent avec impatience son passage. Au signal, les malfaiteurs, menés par Raoul d'Anquetonville, se ruent sur la petite troupe du duc, disposent de la garde, et parviennent à mettre Louis à bas de son mulet avant de lui couper la main. Le duc, surpris, s'écrie : « Je suis le duc d'Orléans ! » On lui répond : « C'est lui que nous voulons ! » Un coup de hache à la tête a raison de la vie du frère du roi, qui expire au côté de son fidèle valet flamand Jacob. Son corps est déposé à l'église Notre-Dame-des-Blancs-Manteaux en attendant les funérailles.

## Conséquences

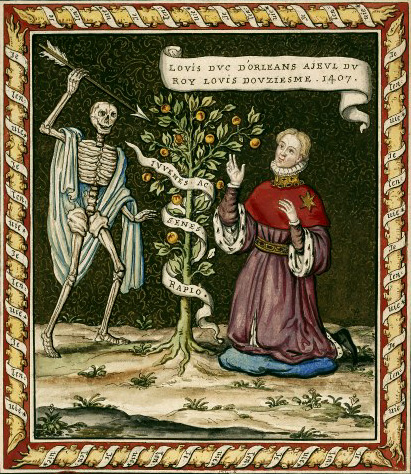
La Mort menaçant Louis d'Orléans à genoux, d'après une fresque disparue de la chapelle des Célestins à Paris, XVIe siècle, Paris, BnF, département des estampes et de la photographie, fonds François Roger de Gaignières, planche 58.

Le duc de Bourgogne a le soutien de la population parisienne et de l'Université, qu'il a su séduire en promettant l'établissement d'une ordonnance proche de celle de 1357. Pouvant prendre le pouvoir, il peut donc avouer publiquement l'assassinat. Loin de s'en cacher, Jean sans Peur fait rédiger un éloge du tyrannicide par Jean Petit, théologien de la Sorbonne, auquel répond le contre-argumentaire de Thomas de Bourg, abbé de Cerisy, qui prend le parti de la veuve du duc d'Orléans, Valentine Visconti. Charles VI, pour apaiser les belligérants à la suite de cet assassinat, convoque le duc de Bourgogne et les enfants du défunt le 28 février 1409 à Chartres : il charge également le comte Guillaume IV de Hainaut, beau-frère de Jean sans Peur, d'assurer, à la tête de 400 hommes d'armes et de 100 archers, la protection de chacune des délégations lors de ses déplacements et de s'engager à se ranger aux côtés du parti éventuellement agressé. Le 15 avril 1410, à Gien, lors des noces de Charles d'Orléans, le fils du duc assassiné, et de Bonne d'Armagnac, les grands du royaume présents se liguent contre le duc de Bourgogne. La guerre civile entre Armagnacs et Bourguignons qui s'ensuit ne se terminera que 25 ans plus tard, avec la signature du traité d'Arras le 21 septembre 1435. Jean sans Peur sera lui-même assassiné par les Armagnacs en 1419.